# 1953-as magyar gyeplabdabajnokság
Az 1953-as magyar gyeplabdabajnokság a huszonnegyedik gyeplabdabajnokság volt. A bajnokságban nyolc csapat indult el, a csapatok két kört játszottak.
A bajnokság végeredménye nem ismert, a megtalált néhány eredményből még tabella sem állítható fel. A bajnokságot A magyar sport kézikönyve szerint a Bp. Kinizsi nyerte. Indulók még: Bp. Postás, Keleti Posta, Építők Metró, Bp. Szikra, Kőbányai Szikra, Kinizsi Sörgyár, Betonútépítők.